# 類風濕因子
類風濕因子（英語：rheumatoid factor，RF）是首先在類風濕性關節炎上發現的自體抗體。它是針對IgG Fc 部分的抗體，且不同的 RF 針對 IgG-Fc 的不同部分。RF和IgG結合後，形成免疫複合體，進一步促成疾病形成。
類風濕因子也可以是一種冷凝球蛋白（一種在血液樣本冷卻時會沉澱的抗體）；它可以是第二型（單株 IgM 到多株 IgG）或第三型（多株 IgM 到多株 IgG）的冷凝球蛋白。
儘管類風濕因子主要以 IgM 形式存在，但它可以是任何一個同種型的免疫球蛋白，即：IgA、IgG、IgM、IgE或IgD。

## 檢測
懷疑患有任何形式的關節炎及風濕病患者，通常都會進行 RF 檢測；然而，結果陽性也可能由其他原因造成，且結果陰性也不能排除疾病。 但是，結合體徵和症狀，在診斷和疾病預後評估時能發揮作用，它也是類風濕關節炎的常參考的疾病標準之一。
血清中檢測到類風濕因子，代表身體可能有自體免疫的問題，而與類風濕關節炎無關，例如：組織或器官排斥。此時，RF 可作為自體免疫的數種血清學標記之一。以 RF 診斷類風濕關節炎的敏感性只有 60-70％，特異性78％。

## 解讀
高濃度的 RF（通常，>20 IU/mL、1:40、或超過 95 百分位；不同檢驗單位間仍有差異）出現在類風濕關節炎（類風濕患者 80％ 會陽性）和乾燥症（其中的 70％ 陽性）。RF 的濃度愈高，關節破壞的可能性就越大。 。愛潑斯坦-巴爾病毒（EBV）或細小病毒感染後可能陽性，健康人中（尤其是老人）有 5-10％ 會檢查陽性。
類風濕因子與關節炎持續惡化有關，造成更多的關節破壞，最終產生更嚴重的殘疾和關節炎。
除了類風濕關節炎外，以下情況也會出現類風濕因子檢查陽性：
- 全身性紅斑狼瘡 (SLE)[12]
- 幼年特發性關節炎
- 干燥综合征[12]
- 間質性 肺纖維化
- B型肝炎、C型肝炎、慢性肝病（英语：chronic liver disease）和慢性肝炎
- 冷凝球蛋白血症（英语：Essential mixed cryoglobulinemia）
- 原發性膽道性肝硬化（PBC）（英语：Primary biliary cirrhosis）
- 傳染性單核白血球增多症和任何慢性病毒感染[12]
- 細菌性心內膜炎（英语：Bacterial endocarditis）
- 麻风病[13]
- 结节病[12]
- 结核病
- 梅毒
- 內臟性（英语：Visceral leishmaniasis）利什曼病[14]
- 疟疾
- 白血病
- 皮肌炎
- 全身性硬化（英语：Systemic sclerosis）
- 正常人在接種疫苗／輸血後

## 歷史
這個檢測由挪威的埃里克·沃勒（Erik Waaler）博士於1940年首次描述，並由哈利·M·羅斯（Harry M. Rose）博士等於1948年重新描述。據說是因為第二次世界大戰帶來的不確定性才重新描述。目前仍被稱作沃勒－羅斯（Waaler-Rose）檢驗。

## 外部連結
- 類風濕因子/RF （页面存档备份，存于） 於 MedlinePlus
- 類風濕因子/RF （页面存档备份，存于） 於 Lab Tests Online
- Rheumatoid Factor 於 eMedicine
- 類風濕因子/RF （页面存档备份，存于） 於 WebMD